# ذاکر حسین (فرماندار)
ذاکر حسین (۲ نوامبر ۱۸۹۷ – ۲۴ مارس ۱۹۷۱) یک سیاستمدار بود که به عنوان فرماندار پاکستان شرقی و وزیر کشور پاکستان در زمان رژیم نظامی ژنرال ایوب خان خدمت کرد.